# Special Olympics Ungarn
Special Olympics Ungarn (ungarisch: Magyar Speciális Olimpia Szövetség, englisch Special Olympics Hungary) ist der ungarische Verband von Special Olympics International. Sein Ziel ist die Förderung von Sport für Menschen mit geistiger Beeinträchtigung und die Sensibilisierung der Gesellschaft für diese Mitmenschen. Außerdem betreut er die griechischen Athletinnen und Athleten bei den Special Olympics Wettkämpfen.

## Geschichte
Special Olympics Ungarn wurde 1989 mit Sitz in Budapest gegründet.

## Aktivitäten
2019 waren  Athletinnen, Athleten und Unified Partner sowie  Trainer bei Special Olympics registriert.
Der Verband nahm 2019 an den Programmen Motor Activities Training Program (MATP) und Young Athletes teil, die von Special Olympics International ins Leben gerufen worden waren.

### Sportarten
Folgende Sportarten wurden 2019 vom Verband angeboten:
- Alpinski
- Badminton (Special Olympics)
- Basketball (Special Olympics)
- Boccia (Special Olympics)
- Bowling (Special Olympics)
- Fußball (Special Olympics)
- Golf (Special Olympics)
- Handball (Special Olympics)
- Hockey
- Judo
- Kanusport (Special Olympics)
- Leichtathletik (Special Olympics)
- Pétanque
- Radsport (Special Olympics)
- Reiten (Special Olympics)
- Rugby
- Segeln (Special Olympics)
- Schneeschuhlaufen (Special Olympics)
- Schwimmen (Special Olympics)
- Skilanglauf (Special Olympics)
- Tischtennis (Special Olympics)
- Tennis (Special Olympics)
- Turnen (Special Olympics)
- Volleyball (Special Olympics)
- Walking

### Teilnahme an Weltspielen vor 2020
(Quelle: )
• 2007 Special Olympics World Summer Games, Shanghai, China (64 Athletinnen und Athleten)
• 2009 Special Olympics World Winter Games, Boise, USA (37 Athletinnen und Athleten)
• 2011 Special Olympics World Summer Games, Athen (72 Athletinnen und Athleten)
• 2013 Special Olympics World Winter Games, PyeongChang, Südkorea (28 Athletinnen und Athleten)
• 2015 Special Olympics World Summer Games, Los Angeles, USA (53 Athletinnen und Athleten)
• 2017 Special Olympics World Winter Games, Graz-Schladming-Ramsau, Österreich (33 Athletinnen und Athleten)
• 2019 Special Olympics, World Summer Games, Abu Dhabi (41 Athletinnen und Athleten)

### Teilnahme an den Special Olympics World Summer Games 2023 in Berlin
Special Olympics beteiligte sich an den Special Olympics World Summer Games 2023. Die Delegation wurde vor den Spielen im Rahmen des Host Town Program von Weiden und dem Landkreis Neustadt an der Waldnaab betreut. Sie bestand aus 114 Athletinnen und Athleten. Das Team gewann bei diesen Weltspielen 32 Gold-, 26 Silber- und 15 Bronzemedaillen.

### Teilnahme an Weltspielen nach 2023
- 2025 Special Olympics World Winter Games, Turin, Italien (9 Athletinnen und Athleten)[5]